# Ueli Schnider
Pour les articles homonymes, voir Schnider.
Ueli Schnider, né le 29 mars 1990, est un fondeur suisse.

## Carrière
Membre des Gardes-Frontière, il est actif dans les courses de la FIS à partir de 2006. En 2007, il obtient sa première sélection en équipe nationale à l'occasion du Festival olympique de la jeunesse européenne. Entre 2008 et 2010, il participe a trois éditions des Championnats du monde junior.
Il prend son premier départ en Coupe du monde en décembre 2010 à Davos. Il marque des points à partir de la saison 2012-2013. Il participe aussi aux Championnats du monde de 2013 et 2015, où il se classe huitième du sprint classique et cinquième du relais, ses meilleurs résultats dans l'élite. En mars 2015, il signe aussi son meilleur résultat en Coupe du monde avec une treizième place sur le sprint classique de Drammen.
En 2018, il se qualifie pour ses premiers jeux olympiques, terminant 37e du sprint et 41e du cinquante kilomètres. Cet hiver, il obtient son deuxième meilleur résultat en Coupe du monde avec une seizième place à Planica.
Il court son troisième championnat du monde en 2019 à Seefeld.

## Palmarès

### Jeux olympiques d'hiver
| Épreuve / Édition   | Sprint                           | Sprint    | 15 km | 15 km                            | Skiathlon 2 × 15 km | 50 km | Relais | Relais    |
| Épreuve / Édition   | libre                            | classique | libre | classique                        | Skiathlon 2 × 15 km | 50 km | Sprint | 4 × 10 km |
| JO 2018 Pyeongchang | Épreuve inexistante à cette date | 37e       | -     | Épreuve inexistante à cette date | —                   | 41e   | —      | —         |

Légende :
- : pas d'épreuve
- — : Non disputée par Schnider

### Championnats du monde
| Épreuve / Édition           | Sprint                           | Sprint                           | 15 km                            | 15 km                            | Skiathlon 2 × 15 km | 50 km | Relais | Relais    |
| Épreuve / Édition           | libre                            | classique                        | libre                            | classique                        | Skiathlon 2 × 15 km | 50 km | Sprint | 4 × 10 km |
| Mondiaux 2013 Val di Fiemme | Épreuve inexistante à cette date | 47e                              | —                                | Épreuve inexistante à cette date | —                   | —     | —      | —         |
| Mondiaux 2015 Falun         | Épreuve inexistante à cette date | 8e                               | —                                | Épreuve inexistante à cette date | —                   | —     | —      | 5e        |
| Mondiaux 2019 Seefeld       | -                                | Épreuve inexistante à cette date | Épreuve inexistante à cette date | 23e                              | —                   | —     | 10e    | 8e        |

Légende :
- : pas d'épreuve
- — : Non disputée par Ueli Schnider

### Coupe du monde
- Meilleur classement général : 99e en 2015.
- Meilleur résultat individuel : 13e.

#### Classements en Coupe du monde
| Année     | Classement général final | Classement distance | Classement sprint |
| 2012-2013 | 149e                     |                     | 90e               |
| 2013-2014 | 142e                     |                     | 88e               |
| 2014-2015 | 99e                      | 83e                 | 52e               |
| 2015-2016 | 123e                     | 81e                 | 94e               |
| 2016-2017 | 129e                     | 85e                 |                   |
| 2017-2018 | 117e                     | 79e                 |                   |
| 2018-2019 | 105e                     | 68e                 |                   |
| 2019-2020 | 111e                     |                     | 76e               |

### Autres
Il est champion de Suisse du sprint en 2015 et du quinze kilomètres classique en 2016.
Il totalise 11 podiums en Coupe OPA, dont 5 victoires.